# Ольсен, Якоб
Я́коб Э́ли Сьёнхард О́льсен (фар. Jacob Eli Sjønhard Olsen; род. 2 октября 1972 года в Тофтире, Фарерские острова) — бывший фарерский футболист и тренер, защитник, наиболее известный по выступлениям за клубы «Б68» и «ХБ», а также национальную сборную Фарерских островов.

## Биография
Якоб является воспитанником тофтирского «Б68». Он дебютировал за этот клуб 27 августа 1989 года в матче чемпионата Фарерских островов против столичного «ХБ». 17 сентября того же года защитник забил первый мяч в карьере, поразив ворота «ВБ». Всего в своём дебютном сезоне он принял участие в 3 встречах фарерского первенства и отметился 1 забитым мячом. В 1990 году Якоб провёл 8 игр в чемпионате архипелага, а в следующем году — 15. В сезоне-1992 он внёс большой вклад в третье чемпионство в истории «Б68», отыграв 17 из 18 матчей в высшем фарерском дивизионе. В последующих сезонах защитник выходил на поле гораздо реже и не принял участия в первых еврокубковых матчах «Б68». Виной тому была занятость игрока сначала учёбой, а затем работой учителем в тофтирской школе. Никлас Давидсен в своей книге, посвящённой 50-летию тофтирского футбола, отметил, что Якоб был «самым талантливым защитником своего поколения», а также, что он «мог быть ключевым игроком клуба и сборной, если бы полностью сосредоточился на футболе».
В 1999 году Якоб покинул «Б68» и стал игроком «ХБ». В составе столичной команды он дебютировал в Лиге чемпионов: 21 июля защитник сыграл в матче с финской «Хакой». В том сезоне Якоб также сыграл в 12 матчах первенства архипелага. В 2000 году он вернулся в «Б68» и помог тофтирцам завоевать бронзовые медали чемпионата. Якоб провёл в их составе ещё 5 сезонов, после чего ушёл в «ЛИФ». За клуб из Лайрвуйка он провёл 7 матчей в сезоне-2006. В 2007 году Якоб перебрался в «ФС», где совмещал карьеру игрока с должностью ассистента. Он принял участие в 17 матчах первого дивизиона и завершил карьеру по окончании сезона-2007.
В 1992 году Якоб провёл 1 игру за молодёжную сборную Фарерских островов. Тогда же он дебютировал за взрослую национальную команду, приняв участие в товарищеском матче против сборной Израиля, который состоялся 5 августа. 25 апреля 1993 года защитник сыграл против сборной Кипра в рамках отбора на чемпионат мира 1994 года. Свою последнюю игру за сборную Якоб провёл 27 июля 1997 года: это была товарищеская встреча со сборной Исландии. Всего на его счету 3 матча за национальную сборную.
Якоб долгое время работал учителем в тофтирской школе. В настоящее время он возглавляет Ассоциацию учителей Фарерских островов.

## Статистика выступлений

### Клубная
| Выступление      | Выступление      | Выступление      | Лига | Лига | Кубки | Кубки | Еврокубки | Еврокубки | Прочие | Прочие | Итого | Итого |
| Клуб             | Лига             | Сезон            | Игры | Голы | Игры  | Голы  | Игры      | Голы      | Игры   | Голы   | Игры  | Голы  |
| ---------------- | ---------------- | ---------------- | ---- | ---- | ----- | ----- | --------- | --------- | ------ | ------ | ----- | ----- |
| Б68              | Премьер-лига     | 1989             | 3    | 1    | 0     | 0     | 0         | 0         | 0      | 0      | 3     | 1     |
| Б68              | Премьер-лига     | 1990             | 8    | 0    | 1     | 0     | 0         | 0         | 0      | 0      | 9     | 0     |
| Б68              | Премьер-лига     | 1991             | 15   | 0    | 3     | 0     | 0         | 0         | 0      | 0      | 18    | 0     |
| Б68              | Премьер-лига     | 1992             | 17   | 0    | 3     | 1     | 0         | 0         | 0      | 0      | 20    | 1     |
| Б68              | Премьер-лига     | 1993             | 6    | 0    | 0     | 0     | 0         | 0         | 0      | 0      | 6     | 0     |
| Б68              | Премьер-лига     | 1994             | 6    | 0    | 0     | 0     | 0         | 0         | 0      | 0      | 6     | 0     |
| Б68              | Премьер-лига     | 1995             | 12   | 0    | 7     | 0     | 0         | 0         | 0      | 0      | 19    | 0     |
| Б68              | Премьер-лига     | 1996             | 12   | 0    | 4     | 0     | 0         | 0         | 0      | 0      | 16    | 0     |
| Б68              | Премьер-лига     | 1997             | 10   | 0    | 7     | 1     | 0         | 0         | 0      | 0      | 17    | 1     |
| Б68              | Премьер-лига     | 1998             | 14   | 0    | 5     | 1     | 0         | 0         | 0      | 0      | 19    | 1     |
| Б68              | Итого            | Итого            | 104  | 1    | 30    | 3     | 0         | 0         | 0      | 0      | 134   | 4     |
| ХБ Торсхавн      | Премьер-лига     | 1999             | 12   | 0    | 2     | 0     | 1         | 0         | 0      | 0      | 15    | 0     |
| ХБ Торсхавн      | Итого            | Итого            | 12   | 0    | 2     | 0     | 1         | 0         | 0      | 0      | 15    | 0     |
| Б68              | Премьер-лига     | 2000             | 8    | 1    | 7     | 0     | 0         | 0         | 0      | 0      | 15    | 1     |
| Б68              | Премьер-лига     | 2001             | 14   | 0    | 0     | 0     | 2         | 0         | 0      | 0      | 16    | 0     |
| Б68              | Премьер-лига     | 2002             | 0    | 0    | 0     | 0     | 0         | 0         | 0      | 0      | 0     | 0     |
| Б68              | Премьер-лига     | 2003             | 12   | 0    | 0     | 0     | 0         | 0         | 0      | 0      | 12    | 0     |
| Б68              | Премьер-лига     | 2004             | 13   | 0    | 1     | 0     | 0         | 0         | 0      | 0      | 14    | 0     |
| Б68              | Первый дивизион  | 2005             | 5    | 0    | 1     | 0     | 0         | 0         | 0      | 0      | 6     | 0     |
| Б68              | Итого            | Итого            | 52   | 1    | 8     | 0     | 2         | 0         | 0      | 0      | 62    | 1     |
| ЛИФ Лейрвик      | Первый дивизион  | 2006             | 7    | 0    | 0     | 0     | 0         | 0         | 0      | 0      | 7     | 0     |
| ЛИФ Лейрвик      | Итого            | Итого            | 7    | 0    | 0     | 0     | 0         | 0         | 0      | 0      | 7     | 0     |
| ФС Воар          | Первый дивизион  | 2007             | 17   | 0    | 2     | 0     | 0         | 0         | 0      | 0      | 19    | 0     |
| ФС Воар          | Итого            | Итого            | 17   | 0    | 2     | 0     | 0         | 0         | 0      | 0      | 19    | 0     |
| Всего за карьеру | Всего за карьеру | Всего за карьеру | 192  | 2    | 42    | 3     | 3         | 0         | 0      | 0      | 237   | 5     |

### Международная
| Матчи и голы Якоба Ольсена за национальную сборную Фарерских островов | Матчи и голы Якоба Ольсена за национальную сборную Фарерских островов | Матчи и голы Якоба Ольсена за национальную сборную Фарерских островов | Матчи и голы Якоба Ольсена за национальную сборную Фарерских островов | Матчи и голы Якоба Ольсена за национальную сборную Фарерских островов | Матчи и голы Якоба Ольсена за национальную сборную Фарерских островов |
| №                                                                     | Дата                                                                  | Оппонент                                                              | Счёт                                                                  | Голы                                                                  | Соревнование                                                          |
| --------------------------------------------------------------------- | --------------------------------------------------------------------- | --------------------------------------------------------------------- | --------------------------------------------------------------------- | --------------------------------------------------------------------- | --------------------------------------------------------------------- |
| 1                                                                     | 5 августа 1992                                                        | Израиль                                                               | 1:1                                                                   |                                                                       | Товарищеский матч                                                     |
| 2                                                                     | 25 апреля 1993                                                        | Республика Кипр                                                       | 1:3                                                                   |                                                                       | Отбор ЧМ-1994                                                         |
| 3                                                                     | 27 июля 1997                                                          | Исландия                                                              | 0:1                                                                   |                                                                       | Товарищеский матч                                                     |

Итого: 3 матча и 0 голов; 0 побед, 1 ничья, 2 поражения.

## Достижения
«Б68»
- Чемпион Фарерских островов (1): 1992
- Победитель первого дивизиона (1): 2005